# بازجویی (فیلم ۲۰۱۵)
بازجویی (به تامیلی: Visaranai) فیلمی محصول سال ۲۰۱۵ و به کارگردانی ویترماران است. در این فیلم بازیگرانی همچون دینش، آناندهی، آدوکالم مورگادس، سومیتراکانی ایفای نقش کرده‌اند.